# عمر فاروق بياز
عمر فاروق بياز (بالتركية: Ömer Faruk Beyaz)‏ هو لاعب كرة قدم تركي في مركز الوسط، ولد في 29 أغسطس 2003 في بغجيلر ‏ في تركيا. لعب مع نادي فنربخشة.

## وصلات خارجية
- عمر فاروق بياز على موقع الاتحاد الأوربي (الإنجليزية)
- عمر فاروق بياز على موقع اتحاد تركيا (لاعب) (الإنجليزية)
- عمر فاروق بياز على موقع قاعدة بيانات كرة القدم.إي يو (الإنجليزية)
- عمر فاروق بياز على موقع Soccerway.com (الإنجليزية)
- عمر فاروق بياز على موقع عالم كرة القدم.نت (الإنجليزية)